# Philipp Rösler
Dr. Philipp Rösler (* 24. února 1973, Khán Hung, Jižní Vietnam) je německý politik vietnamského původu.

## Život a působení

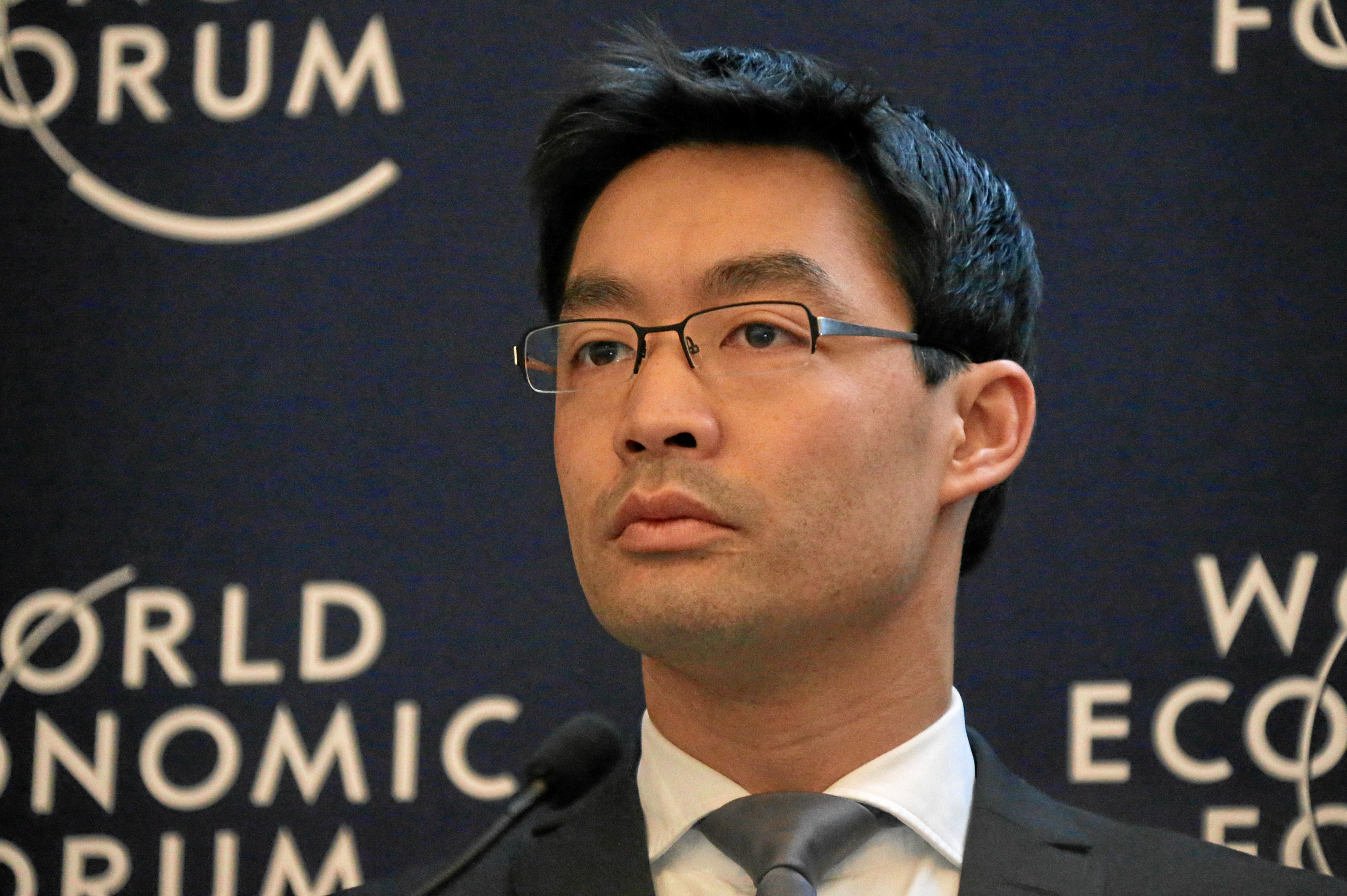
Philipp Rösler (2013)

Narodil se za Vietnamské války a ze sirotčince v Saigonu jej v 9 měsících adoptovala německá rodina. Po maturitě v Hannoveru 1992 vystudoval tamtéž lékařství, od roku 1999 se však věnoval politice. Je ženatý a s manželkou Wiebke, která je také lékařka, mají dvě dcery.
Od roku 2011 byl spolkovým ministrem hospodářství a technologie, vicekancléřem Německa a předsedou liberální Svobodné demokratické strany (FDP).
V září 2013 ale FDP ve volbách propadla a nepřekročila hranici 5 % potřebnou pro získání mandátů ve Spolkovém sněmu, Rösler poté na post předsedy strany rezignoval.

## Vyznamenání
- velkodůstojník Řádu za zásluhy – Portugalsko, 2. března 2009[2]